# Get Down (You’re the One for Me)
Get down (you’re the one for me) (с англ. — «Соглашайся (Ты моя)») — третий сингл американской группы Backstreet Boys с одноимённого дебютного альбома, выпущенный также на дебютном альбоме группы в США, «Backstreet Boys (US)», который содержал песни с первого и второго альбомов группы, изданных по всему миру. В некоторых странах песня «Get down» стала дебютным синглом группы.

## История создания
Песня включает в себя рэп, первая часть которого была исполнена рэпером Smooth T. из группы Fun Factory, вторую часть исполняет участник группы Эй Джей Маклин. Во время живого выступления вместо рэпа Smooth T. исполняется другая версия, которая была также записана в студии и использована в ремиксе «Markus plastik vocal remix»:

So get ready — ready for the flavor we are bringin'
It’s time I set it off and get your body swingin'
When we’re alone, girl, I wanna push up
Can I get it? (yeah!)
Everybody throw your hands up.

## Список композиций
Европа, Канада
1. Get down (you’re the one for me) (LP version) — 3:52
2. Get down (you’re the one for me) (Dezign Radio I) — 3:58
3. Get down (you’re the one for me) (CL vocal journey radio edit) — 4:21
4. Get down (you’re the one for me) (Markus Plastik vocal radio edit) — 4:02
5. Get down (you’re the one for me) (Dezign dub radio edit) — 5:11

Западная Европа
1. Get down (you’re the one for me) (LP Version)- 3:52
2. Get down (you’re the one for me) (DEZIGN Radio Edit II) — 3:53

Великобритания (ограниченная версия, диджипак)
1. Get down (you’re the one for me) (LP edit — no rap) — 3:33
2. Get down (you’re the one for me) (Dezign Radio II) — 3:58
3. Backstreet Boys present[1] — 6:57

Япония, Европа
1. Get down (you’re the one for me) (LP edit — no rap) — 3:33
2. Get down (you’re the one for me) (Dezign Radio I) — 3:58
3. Get down (you’re the one for me) (CL vocal journey radio edit) — 4:21
4. Get down (you’re the one for me) (Markus Plastik vocal radio edit) — 4:02
5. Get down (you’re the one for me) (Dezign Dub Radio Edit) — 5:11

Европа (специальное издание ремиксов)
1. Get down (you’re the one for me) (Smokin' Beats club mix) — 7:14
2. Get down (you’re the one for me) (Blue Haired beats) — 7:56
3. Get down (you’re the one for me) (Smokin' Beats dub)- 5:13
4. Get down (you’re the one for me) (DEZIGN dub) — 7:04

Промо (винил)
1. Get down (C.L. vocal journey) — 8:08
2. Get down (Markus Plastic vocal) — 6:33
3. Get down (Edge Factor dub) — 7:49
4. Get down (LP Edit — no rap) — 3:33
5. Get down (DEZIGN 12") — 7:28
6. Get down (DEZIGN dub) — 7:04

## Музыкальное видео
Съемка клипа состоялась в апреле 1996 года. Режиссёром стал Алан Калзатти (англ. Alan Calzatti). В видео группа танцует и исполняет песню на освещенной белой поверхности, являющейся верхом половины дискотечного шара, которая, в свою очередь находится внутри другого дискотечного шара. На его внутренних стенках расположены многочисленные экраны с танцующими людьми.

## Хит-парады
| Страна         | Высшая позиция |
| -------------- | -------------- |
| Австралия      | 44             |
| Австрия        | 4              |
| Бельгия        | 5              |
| Германия       | 5              |
| Голландия      | 3              |
| Ирландия       | 19             |
| Канада         | 6              |
| Новая Зеландия | 34             |
| Финляндия      | 18             |
| Франция        | 15             |
| Швеция         | 17             |
| Швейцария      | 7              |
| Великобритания | 14             |